# Halenczyno
Halenczyno (biał. Галенчына; ros. Галенчино) – wieś na Białorusi, w obwodzie witebskim, w rejonie miorskim, w sielsowiecie Zaucie.
Dawniej używane nazwy – Haleczyzna.

## Historia
W czasach zaborów w gminie Jazno, w powiecie dzisieńskim, w guberni wileńskiej Imperium Rosyjskiego. Pod koniec XIX wieku należała do dóbr skarbowych Kuryłowicze.
W latach 1921–1945 wieś leżała w Polsce, w województwie wileńskim, w powiecie dziśnieńskim, w gminie Jazno.
Według Powszechnego Spisu Ludności z 1921 roku zamieszkiwało tu 69 osób, 12 było wyznania rzymskokatolickiego a 57 prawosławnego. Jednocześnie 15 mieszkańców  zadeklarowało polską a 54 białoruską przynależność narodową. Było tu 13 budynków mieszkalnych. W 1931 roku w 9 domach zamieszkiwało 44 osoby.
Wierni należeli do parafii rzymskokatolickiej w Jaźnie i prawosławnej w Ćwiecinie. Miejscowość podlegała pod Sąd Grodzki w Dziśnie i Okręgowy w Wilnie; właściwy urząd pocztowy mieścił się w Jaźnie.
W wyniku napaści ZSRR na Polskę we wrześniu 1939 miejscowość znalazła się pod okupacją sowiecką. 2 listopada została włączona do Białoruskiej SRR. Od czerwca 1941 roku pod okupacją niemiecką. W 1944 miejscowość została ponownie zajęta przez wojska sowieckie i włączona do obwodu witebskiego Białoruskiej SRR.
Do 1960 roku leżała w sielsowiecie Malinówka.
Od 1991 roku w składzie niepodległej Białorusi.